# Judith Lauand
Judith Lauand (Pontal, 26 de maio de 1922 — São Paulo, 9 de dezembro‎ de 2022), foi umaartista plástica brasileira, concreta, pop e experimental.

## Vida
Começou a dedicar-se a pintura na década de 1940 em Araraquara, na escola de Belas Artes. No início de sua carreira dedicava-se a arte com influência expressionista, pintando figuras e naturezas mortas. Forma-se em Artes Plásticas em 1950 e em 1952 muda-se para São Paulo onde estuda gravura com Livio Abramo. Passa a dedicar-se a abstração em 1953.
Entra em contato com o concretismo em 1954.  Em 1956 participa de Primeira Exposição de Arte Concreta que marca o surgimento da poesia concreta no Brasil. Em 1955 foi convidada a participar o grupo Ruptura onde foi a única mulher. É fundadora da Galeria NT (NOVAS TENDÊNCIAS) em São Paulo junto com Hermelindo Flaminghi e Luiz Sacilotto. Em 1958 ganha o premio Leirner de Arte Contemporânea. Na década de 1960 começa a utilizar em suas obras materiais pouco usuais como tachinhas, alfinetes, clips e dobradiças, com efeitos e ritmos ópticos.

## Prêmios
- 1964 - 13° Salão Paulista de Arte Moderna - Prêmio Aquisição
- 1959 - 8° Salão Paulista de Arte Moderna - Prêmio Aquisição
- 1958 - 7° Salão Paulista de Arte Moderna - Prêmio Aquisição
- 1955 - 4° Salão Paulista de Arte Moderna - Pequena Medalha de Prata
- 1954 - 3° Salão Paulista de Arte Moderna - Grande Medalha de Bronze
- 1953 - 16° Salão de Belas Artes de Araraquara - Prêmio Cidade de Araraquara
- 1952 - 15° Salão de Belas Artes de Araraquara - Primeiro Lugar
- 1945 - 9° Salão de Belas Artes de Araraquara - Prêmio Estímulo de Desenho

## Exposições Individuais
- 1954 - São Paulo SP - Primeira individual, na Galeria Ambiente
- 1962 - Campinas SP - Individual, na Galeria Aremar
- 1965 - São Paulo SP - Individual, na Galeria Novas Tendências
- 1971 - São Paulo SP - Individual, na Galeria da Aliança Francesa
- 1977 - São Paulo SP - Individual, no MAC/USP
- 1984 - São Paulo SP - Geometria 84, na Paulo Figueiredo Galeria de Arte
- 1986 - São Paulo SP - Individual, na Choice Galeria de Arte
- 1992 - São Paulo SP - Efemérides, no MAC/USP
- 1994 - Pontal SP - Individual, na Casa da Cultura Manoel de Vasconcelos Martins
- 1996 - São Paulo SP - Judith Lauand: obras de 1954-1960, no Sylvio Nery da Fonseca Escritório de Arte